# Danski nogometni savez
Danski nogometni savez (dk.:  Dansk Boldspil-Union (DBU)) je glavno nogometno tijelo Danske. 
Osnovan je 1889. godine i s time jedan od najstariji nogometnih saveza na svijetu. Također je Danski nogometni savez jedan od osnivača UEFA-e. Najveći uspjeh saveza je osvajanje Europskog prvenstva 1992. godine.

## Vanjske poveznice
- Službena stranica

| Europski nogometni savezi (UEFA) | Europski nogometni savezi (UEFA) |
| --- | -------------------------------- |
| |                                  |
| Albanija • Andora • Armenija • Austrija • Azerbajdžan • Belgija • Bjelorusija • BiH • Bugarska • Cipar • Crna Gora • Češka • Danska • Engleska • Estonija • Finska • Farskih Otoka • Francuska • Gibraltar • Grčka • Gruzija • Hrvatska • Irska • Island • Italija • Izrael • Kazahstan • Kosovo • Latvija • Lihtenštajn • Litva • Luksemburg • Mađarska • Malta • Moldova • Nizozemska • Norveška • Njemačka • Poljska • Portugal • Rumunjska • Rusija • San Marino • Srbija • Sjeverna Irska • Sjeverna Makedonija • Slovačka • Slovenija • Škotska • Španjolska • Švedska • Švicarska • Turska • Ukrajina • Wales |                                  |
| |                                  |
| Bivše članice ČSSR • Jugoslavija • DR Njemačka • SR Njemačka • SiCG • SSSR |                                  |
| Bivše članice |                                  |
| |                                  |
| ČSSR • Jugoslavija • DR Njemačka • SR Njemačka • SiCG • SSSR |                                  |

| Bivše članice                                                |
|                                                              |
| ČSSR • Jugoslavija • DR Njemačka • SR Njemačka • SiCG • SSSR |

| Europski nogometni savezi (UEFA) | Europski nogometni savezi (UEFA) |
| --- | -------------------------------- |
| |                                  |
| Albanija • Andora • Armenija • Austrija • Azerbajdžan • Belgija • Bjelorusija • BiH • Bugarska • Cipar • Crna Gora • Češka • Danska • Engleska • Estonija • Finska • Farskih Otoka • Francuska • Gibraltar • Grčka • Gruzija • Hrvatska • Irska • Island • Italija • Izrael • Kazahstan • Kosovo • Latvija • Lihtenštajn • Litva • Luksemburg • Mađarska • Malta • Moldova • Nizozemska • Norveška • Njemačka • Poljska • Portugal • Rumunjska • Rusija • San Marino • Srbija • Sjeverna Irska • Sjeverna Makedonija • Slovačka • Slovenija • Škotska • Španjolska • Švedska • Švicarska • Turska • Ukrajina • Wales |                                  |
| |                                  |
| Bivše članice ČSSR • Jugoslavija • DR Njemačka • SR Njemačka • SiCG • SSSR |                                  |
| Bivše članice |                                  |
| |                                  |
| ČSSR • Jugoslavija • DR Njemačka • SR Njemačka • SiCG • SSSR |                                  |

| Bivše članice                                                |
|                                                              |
| ČSSR • Jugoslavija • DR Njemačka • SR Njemačka • SiCG • SSSR |